# Šišljavić
Šišljavić is een plaats in de gemeente Karlovac in de Kroatische provincie Karlovac. De plaats telt 714 inwoners (2001).